# Шередарь
Шереда́рь — река в России, протекает во Владимирской области. Устье реки находится в 16 км по левому берегу реки Киржач (является его самым большим притоком). Длина реки составляет 51 км, площадь водосборного бассейна — 269 км².
Согласно С. К. Кузнецову, происхождение данного гидронима имеет финно-угорские корни. Название „Шередарь“ образовано от сочетания слов мерянско-черемисского языка (ше́ре{\displaystyle +}дÿр{\displaystyle =}в сладкой стороне) — «сладкая».
В некоторых старинных источниках — Ширедарка.

## География и гидрология

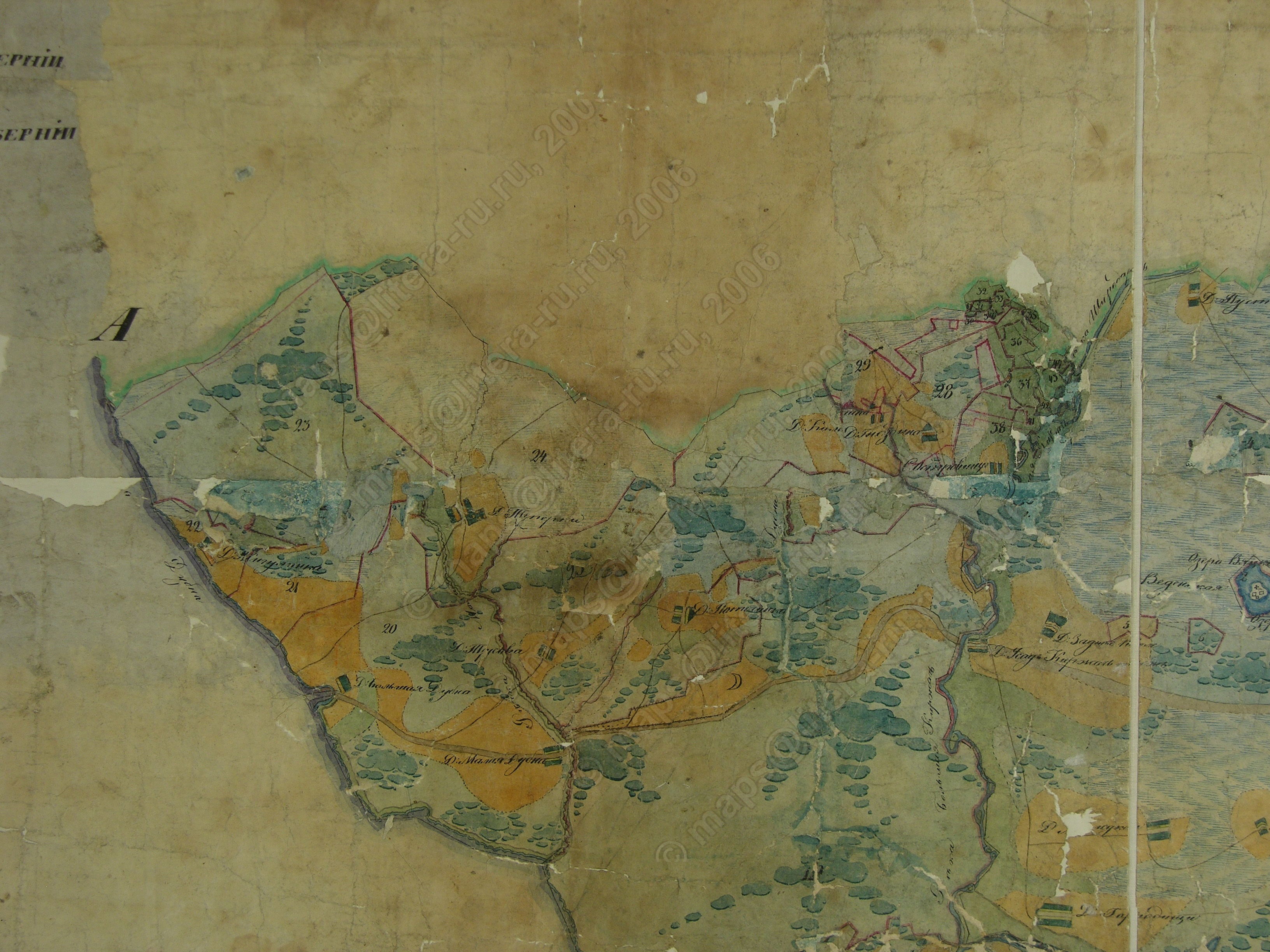
Устье реки Шередарь на карте Покровского уезда (ПГМ 1 верста) 1780—1790 гг

Исток реки находится восточнее села Воскресенское, в 12 км от Кольчугино. Далее Шередарь принимает два ручья, начинающиеся возле деревни Бакинец и огибающие её. Возле Мызжелово принимает приток Утрика. В среднем течении протекает по болотистой луговой пойме, где в Шередарь вливается много безымянных ручьёв. Восточнее населённого пункта Большие Горки принимает приток Волешка. Впадает в Киржач в 1,5 км северо-восточнее деревни Островищи на уровне 117 м.
Протекает через населённые пункты Хмелево, Желудьево и Воскресенье.
Ширина в низовьях 5—6 метров. Замерзает в ноябре, вскрывается в первой половине апреля.

## Данные водного реестра
По данным государственного водного реестра России относится к Окскому бассейновому округу, водохозяйственный участок реки — Клязьма от города Орехово-Зуево до города Владимир, речной подбассейн реки — бассейны притоков Оки от Мокши до впадения в Волгу. Речной бассейн реки — Ока.
Код объекта в государственном водном реестре — 09010300712110000031689.

## Притоки
(расстояние от устья)
- 16 км: река Волешка (лв)
- Утрика (пр)